# Lawine (Heraldik)
Die Lawine ist in der Heraldik eine gemeine Figur und als Wappenfigur recht selten. Regionale Bezeichnungen sind Lan, Lahn, Lahne oder Lähn.
Dargestellt wird ein mehr oder weniger natürlicher Berg mit einer in Silber herabrutschenden diffusen Schneewolke. Das Wappenbild ist wenig heraldisch durchdrungen.
Bekannt ist das Wappen von „An der Lahn“ in Tirol, einem landständigen Adel, durch die Erwähnung im Handbuch der theoretischen und praktischen Heraldik von Otto Titan von Hefner, Tabelle XVIII, Bild 614. In Rot ein silberner Berg mit einer in Silber herabrutschenden Lawine. Helmkleinod sind sechs Straußenfedern in Silber und Rot, sowie rot-silberne Helmdecken.